# Mina Sue Choi
Mina Sue Choi (최미나수?; Sydney, 22 febbraio 1999) è una modella sudcoreana, incoronata Miss Terra 2022.

## Biografia
È la prima vincitrice proveniente dal Corea del Sud a ottenere il titolo di Miss Terra, nonché la prima sudcoreana ad aggiudicarsi uno dei quattro principali concorsi di bellezza internazionali. In precedenza ha vinto il titolo di Miss Corea 2021 e Miss Terra Corea 2022.